# CR Caála
Clube Recreativo da Caála, gewoonlijk bekend als Caála, is een Angolese voetbalclub uit de stad Huambo. Ze spelen in de Girabola, de hoogste voetbaldivisie van Angola. De club werd opgericht in 1944. Het speelt zijn thuiswedstrijden in het Estádio dos Kuricutelas, dat plaats biedt aan zo'n 17.000 toeschouwers.

## Bekende ex-)spelers
- Luwamo Garcia

1° de Agosto ·
1° de Maio ·
Atlético Sport Aviação ·
Benfica Luanda ·
CR Caála · 
CD Huíla · 
GD Interclube · 
Kabuscorp SC ·
Recreativo do Libolo ·
Atlético Petróleos Namibe ·
Onze Bravos ·
Petro Atlético ·
Porcelana FC ·
Progresso do Sambizanga ·
GD Sagrada Esperança ·
Santos FC